# 8336 Šafařík
För andra betydelser, se Šafařík.
8336 Šafařík eller 1984 SK1 är en asteroid i huvudbältet som upptäcktes den 27 september 1984 av den tjeckiske astronomen Antonín Mrkos vid Kleť-observatoriet i Tjeckien. Den är uppkallad efter den tjeckiska kemisten Vojtěch Šafařík.
Asteroiden har en diameter på ungefär 11 kilometer.